# Trophobiose

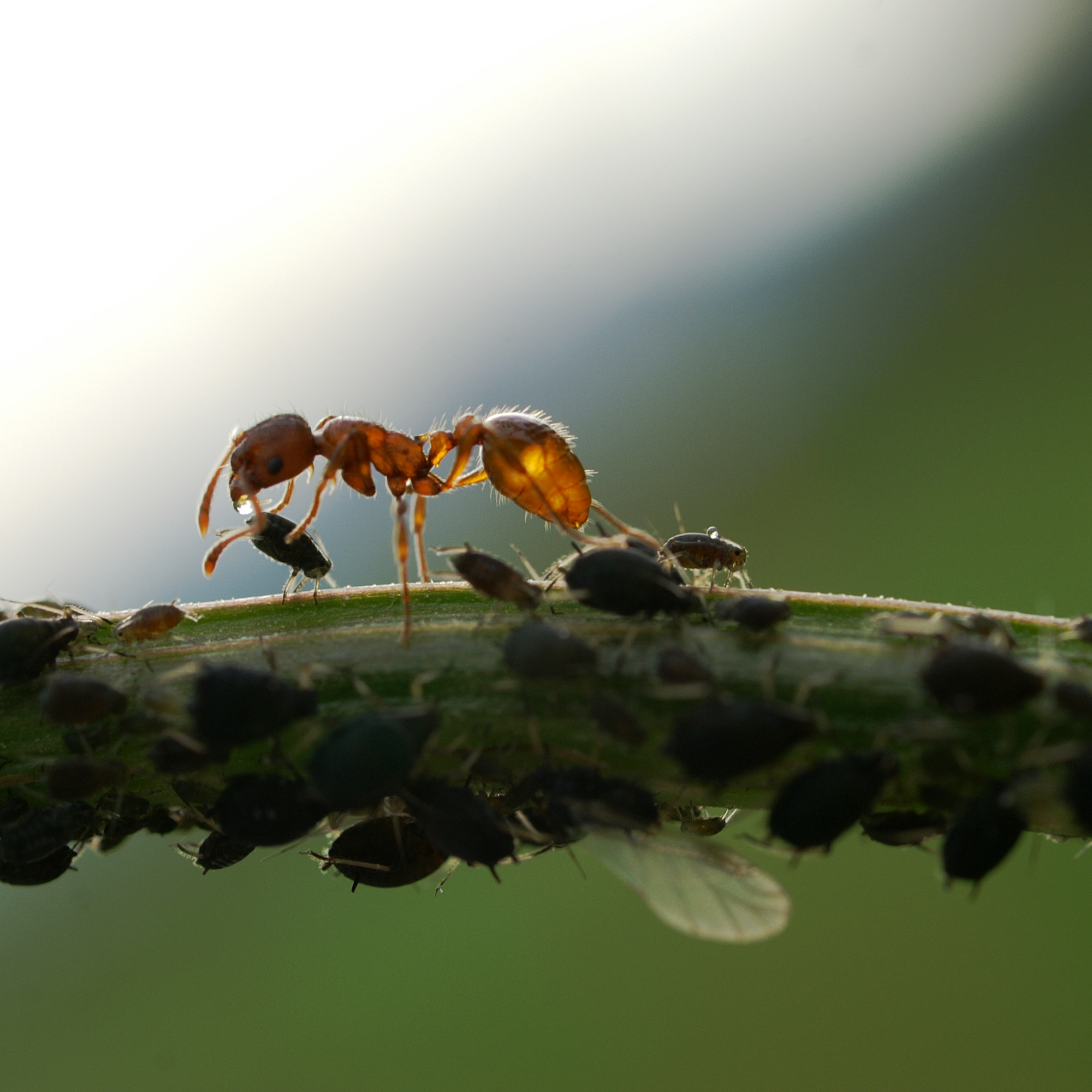
La fourmi se nourrit du miellat sécrété par les pucerons auxquels, en retour, elle prodigue soin et assistance.

La trophobiose (du grec trophê = nourriture et de -biose pour symbiose) est une association symbiotique entre deux organismes dont l'un fournit la nourriture à l'autre. Le fournisseur de nourriture de cette association est dénommé trophobionte.
Le terme est également utilisé dans une théorie de la résurgence des ravageurs sur les cultures proposée par Francis Chaboussou. Chaboussou était un chercheur français à l'Institut national de la recherche agronomique (INRA) qui a publié « Les Plantes malades des pesticides : Bases nouvelles d'une prévention contre maladies et parasites ». Le principe de la théorie trophobiotique de Chaboussou est que l'application de pesticides sur les cultures rend ces cultures plus sensibles aux attaques de ravageurs, et par conséquent induit une plus grande dépendance des plantes aux pesticides.

## Source
- Francis Chaboussou, Les Plantes malades des pesticides : Bases nouvelles d'une prévention contre maladies et parasites, Debard, 1980